# Reiner de São Laurêncio
Reiner de São Laurêncio (em latim: Reinerus S. Laurentii; em francês:  Reiner de Saint-Laurent; m. 1188) foi um monge beneditino na Abadia de São Laurêncio em Liège. Conhecido como escritor de obras teológicas, exegéticas e históricas, além de controvérsias, biografias e hagiografias. Estas obras foram publicadas na "Patrologia Latina" e na "Monumenta Germaniae Historica".
A "Triumphale Bulonicum" é uma crônica e comemora o cerco de 1141 à Château de Bouillon por Albéron II, o príncipe-bispo de Liège, baseada em testemunhos oculares.